# Stadtwerketurm
Der Stadtwerketurm ist ein 200 Meter hoher Schornstein der Stadtwerke Duisburg AG in Duisburg, am Rande der Innenstadt im Stadtteil Dellviertel. Er besteht aus vier Rohren, die im Unterschied zu anderen Schornsteinen nicht im Innern einer Stahlbeton- oder ähnlichen Konstruktion verborgen sind, sondern offen liegen. Drei dieser Rohre dienen der Abfuhr der Rauchgase des Heizkraftwerks Hochfeld (HKW I & HKW II & Heizwerk), das vierte Rohr enthält einen Aufzug. Der 1966/67 errichtete Stadtwerketurm ist ein markantes Bauwerk in Duisburg und gilt als eines der Wahrzeichen der Stadt.
Seit November 1999 wird der Stadtwerketurm mit dem Einbrechen der Dunkelheit mit grünen Strahlern beleuchtet. Somit ist dieser Turm nachts weit über die Stadtgrenzen hinweg sichtbar.
In der Umgebung des Stadtwerketurms, insbesondere in der Vulkanstraße, befindet sich Duisburgs Rotlichtviertel.
Zwischen dem 30. Juni und 24. Juli 2005 leuchtete der Turm mithilfe von Lampenbändern und großen Strahlern in den Farben der World Games (Blau, Rot, Gelb und Grün). Zum Bundesligaaufstieg des MSV Duisburg in der Saison 2004/05 und 2006/07 erstrahlte der Turm für mehrere Wochen in den Vereinsfarben Weiß und Blau. Nachdem die ursprünglich verbauten, 46 Quecksilberdampfleuchten 2016 ausgebaut wurden, erhielt der Turm bis 2018 eine LED-Beleuchtung. Das Lichtdesign des Turms, das vom Architekturbüro Planwerk aus Essen kuratiert wurde, erhielt im Jahr 2020 den Deutschen Lichtdesign-Preis in der Kategorie Außenbeleuchtung/Inszenierung. Seit 2018 erstrahlte der Turm unter anderem in den Farben Schwarz-Rot-Gold (Tag der Deutschen Einheit) und Rot-Gelb (als Weihnachtskerze).
Ende 2012 wurde das vierzig Jahre alte Heizkraftwerk II in Hochfeld stillgelegt, da es die verschärften Immissionsschutzbestimmungen, die ab 2013 gelten, nicht mehr erfüllt und eine Modernisierung mit Kosten von 8 Mio. Euro laut Betreiber nicht wirtschaftlich wäre. Im Zuge des Rückbaus des Kraftwerkes sollte der gesamte Stadtwerketurm demontiert werden, dies war aus Denkmalschutzgründen jedoch nicht möglich. Ab Juli 2016 bis November 2017, wurden die Rauchgasrohre demontiert. Der Sockel und die Stahlträger sind geblieben. Die Leuchteinheit wurde im Mai 2016 wegen der zurückgebeugten Rohre deaktiviert. Seit dem 6. Dezember 2018 wird der nun fertiggestellte Turm wieder grün angestrahlt.